# Jean-Charles Snoy et d’Oppuers

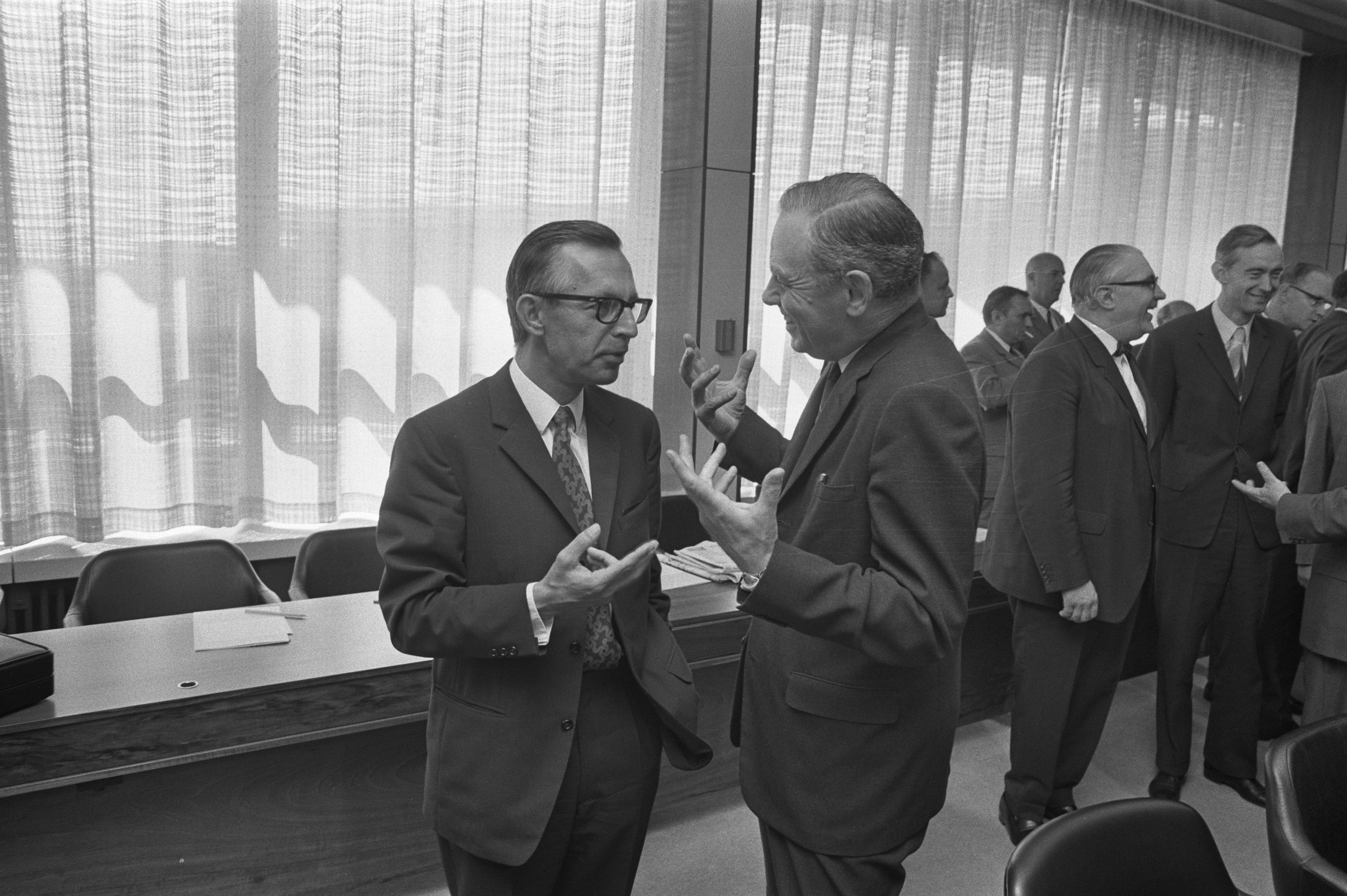

Jean-Charles Snoy et d’Oppuers (* 2. Juli 1907 in Bois-Seigneur-Isaac; † 17. Mai 1991 ebenda) war ein belgischer Politiker.

## Leben
Der Sohn des Baron Thierry Snoy et d'Oppuers (1862–1930) studierte Rechtswissenschaft, Wirtschaftswissenschaften und Thomistische Philosophie an der Katholischen Universität Löwen und in Harvard. 1932 wurde er mit einer wirtschaftswissenschaftlichen Arbeit zur amerikanischen Zollpolitik promoviert. Von 1939 bis 1959 war er Generalsekretär im belgischen Wirtschaftsministerium (mit mehrjähriger Unterbrechung während der deutschen Besatzung 1940–1944). In dieser Funktion gehörte er nach dem Zweiten Weltkrieg zu den europäischen Spitzenpolitikern, die die Römischen Verträge von 1957 aushandelten und unterzeichneten. 1958/59 war er ständiger Vertreter Belgiens bei der Europäischen Wirtschaftsgemeinschaft (EWG). Zwischen 1960 und 1968 arbeitete Snoy für die Brüsseler Banque Lambert. Von 1968 bis 1971 wurde er als Abgeordneter der katholischen Parti social chrétien (PSC), in die Belgische Abgeordnetenkammer gewählt. Von Juni 1968 bis November 1971 war er belgischer Finanzminister. Von 1970 bis 1976 amtierte er als Bürgermeister seiner Heimatgemeinde Ophain-Bois-Seigneur-Isaac.
Jean-Charles Snoy heiratete 1935 die Gräfin Nathalie d'Alcantara (1914–2007), mit der er sieben Kinder hatte.

## Leistungen
Jean-Charles Snoy gehörte zu der Generation europäischer Politiker, die in den 1950er Jahren unter dem Eindruck des Zweiten Weltkriegs den Prozess der europäischen Integration eingeleitet hat. In Anerkennung dieser Leistung erhielt er neben zahlreichen anderen Ehrungen 1983 den Robert-Schuman-Preis  (Alfred-Toepfer-Stiftung).

## Ehrungen
- 1958: Großes Verdienstkreuz mit Stern und Schulterband der Bundesrepublik Deutschland

## Werke
- Rebâtir l'Europe, Mémoires. Paris: Duculot, 1989, ISBN 2-8011-0861-8.